# Prakas
Prakas, född 1982 i New Oxford i Pennsylvania, död 2005 i Tyskland, var en amerikansk varmblodig travhäst. Han tränades av Per K. Eriksson.
Prakas tävlade åren 1984–1985 och sprang in 16,9 miljoner kronor på 29 starter varav 14 segrar, 11 andraplatser och 2 tredjeplatser. Han tog karriärens största segrar i Hambletonian Stakes (1985), Breeders Crown (1985), World Trotting Derby (1985) och Stanley Dancer Trot (1985). Han kom även på andraplats i Peter Haughton Memorial (1984). Han utsågs till Årets Häst 1985.
Under 1985 travade han två världsrekord, först vid segern i Hambletonian Stakes i augusti och drygt en månad senare även i World Trotting Derby.
Efter tävlingskarriären var han avelshingst på Hanover Shoe Farms. År 1992 såldes han till ägare i Tyskland och flyttades till Stall M.S. Diamanten i närheten av München. Han avled 2005, efter att ha drabbats av kolik.